# Altmark-affæren
Altmark-affæren var et sammenstød mellem engelske og tyske flådestyrker i norsk territorialfarvand 16. februar 1940. Altmark var et tysk marinestøtteskib for krydseren Admiral Graf Spee, som havde gennemført aktioner mod britiske handelsskibe i Sydatlanten. Altmark medbragte fangerne derfra og krydsede over Atlanten med 300 fanger om bord. Under overfarten benyttede Altmark norsk og andre neutrale flag. Altmark havde en falsk skorsten for at hindre genkendelse.
14. februar 1940 kom Altmark ind i norsk territoralfarvand og hejste tysk marineflag. Skibet blev inspiceret af norsk neutralitetsvagt, som ikke opdagede fangerne om bord.
For briterne var Altmark et todelt problem, da de ikke var sikre på, om Altmark fragtede fanger. Havde de bordet skibet, og det havde vist sig, at der ikke var fanger om bord, ville de have stillet sig i et dårligt lys. Var der derimod fanger om bord, kunne de afkræve den norske regering svar på, hvorfor denne tillod et tysk krigsskib med fanger i eget farvand.
Ud for Jæren mødte Altmark 16. februar flere britiske jagere og blev tvunget til at søge dækning i Jøssingfjorden. En britisk bording kom ikke på tale pga. to norske kanonbåde, som hævdede, at Altmark var blevet undersøgt og ikke havde fanger om bord. Derfor måtte den britiske chef kontakte admiralitetet for nærmere instrukser.
Dem fik han senere på aftenen. Altmark skulle bordes, og hvis nordmændene åbnede ild, skulle ilden besvares. Nu havde Altmark lettet anker og forsøgte at løbe HMS Cossack i sænk med det resultat, at Altmark grundstødte. Kort efter blev Altmark bordet af briterne og de 300 britiske fanger blev sat fri. Syv tyske sømænd blev dræbt under aktionen.
Altmark blev en stor propagandasejr på den britiske hjemmefront. Specielt for chefen for den britiske marine, Winston Churchill. Især Frankrig var tilhænger af at benytte Altmark-episoden som begrundelse for videre aktioner i Norge.
Altmark blev et diplomatisk problem for Norge: På den ene side havde briterne krænket norsk neutralitet, og på den anden side havde tyskerne ikke lov til at transportere fanger i norsk farvand.
For Tyskland blev Altmark-affæren udslagsgivende for invasionen af Norge – operation Weserübung – idet tyskerne ikke længere stolede på den norske neutralitet og sikkerheden for de tyske handelsskibe, som fragtede jernmalm fra Narvik.
Året efter brugte Nasjonal Samlings avis Fritt Folk betegnelsen «jøssing» efter Jøssingfjorden og Altmark-affæren. Tanken var at ordet skulle bruges foragtelig om engelskvenlige nordmænd. Efterhånden blev ordet brugt af Den norske modstandsbevægelse, som navn på deres tilhængere i Norge. Ordet blev officielt forbudt i 1943, selvom det var Quisling som opfandt det.
Affæren viste, hvor svært små lande havde ved at hævde deres suverænitet, og også fra dansk side (Hjalmar Rechnitzer) sås den som ulyksalig.